# Nikolaï Sergueïevitch Chtcherbatov
 (septembre 2024).
Pour les articles homonymes, voir Chtcherbatov.
Le prince Nikolaï Sergueïevitch Chtcherbatov (en alphabet cyrillique : Князь Николай Сергеевич Щербатов ; né en 1853 à Moscou et décédé en 1929) est un officier de marine, historien, archéologue, directeur du Musée historique de Moscou.

## Famille
Il est le fils cadet du prince Sergueï Alexandrovitch Chtcherbatov (1804-1872) et de son épouse Praskovia Borisovna Sviatopolka-Tchetvertinskaïa (1825-1899).
En 1907, le prince Nikolaï Sergueïevitch Chtcherbatov épouse Sofia Alexandrovna Apraksina. Deux enfants naissent de cette union :
- Iemmanouil Nikolaïevitch Chtcherbatov (1885-1919), qui épouse Sofia Vladimirovna Chakhovskaïa (1892-1920).
- Maria Nikolaïevna Chtcherbatova : (1887-1977), qui épouse Alexandre Alexandrovitch Tchernychiov-Bezobrazov[1].

## Biographie

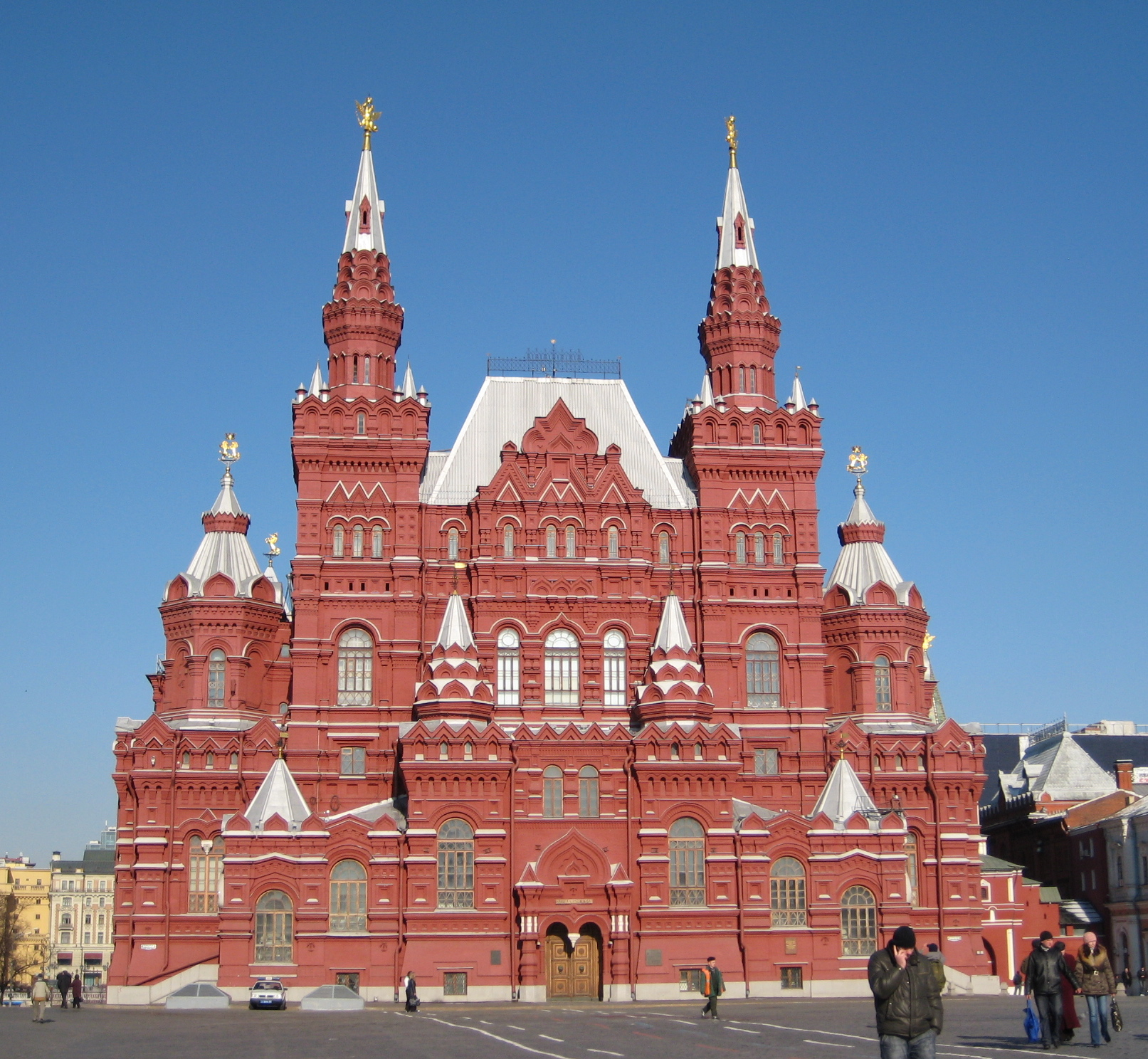
Le Musée historique de Moscou situé sur la Place Rouge à Moscou

### Sous l'Empire
Issu d'une famille princière de la dynastie des Riourikides. Au grade de capitaine 2e rang, le prince Nikolaï Sergueïevitch Chtcherbatov sert dans la Marine impériale de Russie avec son beau-frère, Alexeï Sergueïevitch Ouvarov (1825-1888).
En décembre 1884, le prince se lie d'amitié avec le président de la Commission de construction du Musée Historique russe et occupe le poste de vice-président de cette commission. Il ne posséde alors pas une grande culture historique mais, doté d'une vive intelligence, d'un sens aigu de d'organisation et de gestion, ses décisions dans le développement du musée se révèlent très précieuses.
De 1887 à 1908, il occupe le poste de Président du Musée historique russe.
Le prince prend part à de nombreuses fouilles archéologiques, la plus célèbre d'entre elles est, en 1894, la recherche de la bibliothèque d'Ivan le Terrible entreprise à l'intérieur du Kremlin à Moscou, sous la direction de l'archéologue russe Ivan Iegorovitch Zabéline (1820-1909). Cette bibliothèque appelée également Libéria se composait d'une collection de livres et de documents dont le dernier propriétaire fut Ivan IV de Russie. Selon certaines sources cette bibliothèque aurait été égarée ou cachée par le tsar,. Selon la légende, parmi ses ouvrages rares et précieux qui auraient appartenu aux empereurs byzantins, cette bibliothèque se composerait d'environ 800 volumes. D'après la liste établie par le baron Christoph von Dabelow (1768-1830) figurent les ouvrages suivants :
- Historiae - Histoire de Tite-Live.
- Vie des Douze Césars de Suétone.
- Historiae - Histoire de Tacite.
- L'Énéide de Virgile.
- Historiae - Histoire de Polybe.
- Comédie d'Aristophane
- Odes de Pindare.
- De Republica - (De la République) de Cicéron[5].

Au XXe siècle les recherches ont été poursuivies mais sans résultat.
Le prince est également membre de nombreuses sociétés scientifiques et de commissions : Membre de Société archéologique (1894), Société des Amis de la science, de l'Anthropologie, de l'Ethnographie (1888), la Société Historique et généalogique (1908), il fut l'un des fondateurs de la Commission ayant à charge l'étude de l'ancien Moscou (1909), il fut également un membre de la Société des Amis du Musée de l'Histoire (1918).

### Sous le Régime communiste

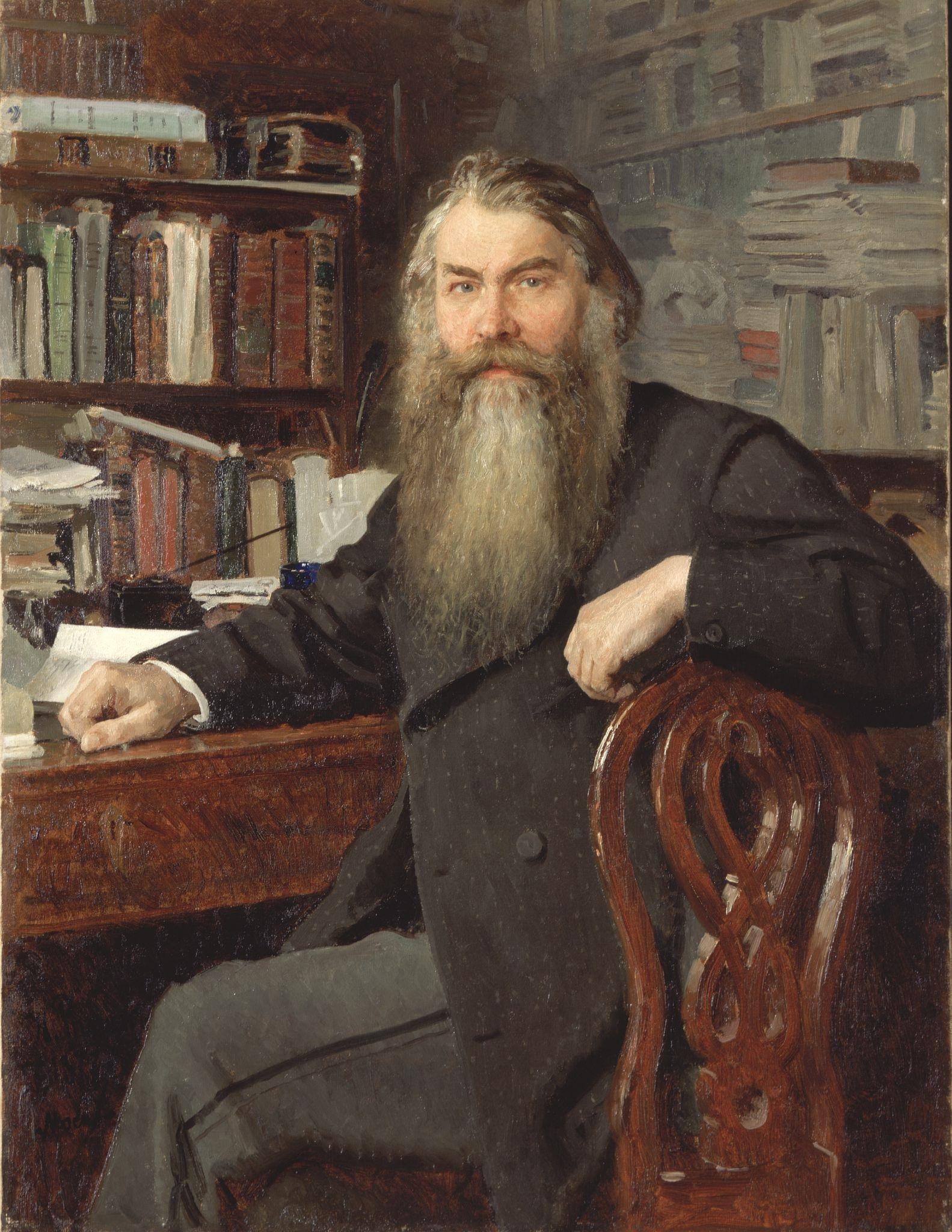
Portrait de l'historien et archéologue Ivan Iegorovitch Zabeline (1877), une œuvre du peintre russe Ilia Iefimovitch Repnine

Après la Révolution d'Octobre, le prince demeure en Russie ; il préside l'Union russe du Musée d'Histoire et le Conseil scientifique de ce musée.
En 1919, il est nommé à la tête du Ministère de la Guerre et de la Révolution.
En 1921, le prince reçoit une nouvelle affectation, il occupe les fonctions de chercheur au Département d'État du Musée vivant. Entre 1922 et 1924, il dirige la branche de la Bibliothèque archéologique de Moscou. Entre 1925 et 1926, le prince occupe les fonctions d'officier surnuméraire, de professeur et responsable du Musée d'Histoire militaire. Il prend sa retraite en 1927.

### Arrestation du Prince Chtcherbatov et de sa famille
Le 14 mai 1921, accusé de complot contre la Révolution, le prince Nikolaï Sergueïevitch Chtcherbatov est arrêté avec sa mère, ses sœurs, sa tante, Ielizaveta Sergueïevna Plaoutina (1875-1921) et le fils de cette dernière, le prince Dmitri Sergueïevitch Chtcherbatov (1903-1921). Incarcéré par la Tcheka, il est libéré le 3 octobre 1921.
Le prince Nikolaï Sergueïevitch Chtcherbatov décède en 1929.